# Ética do trabalho

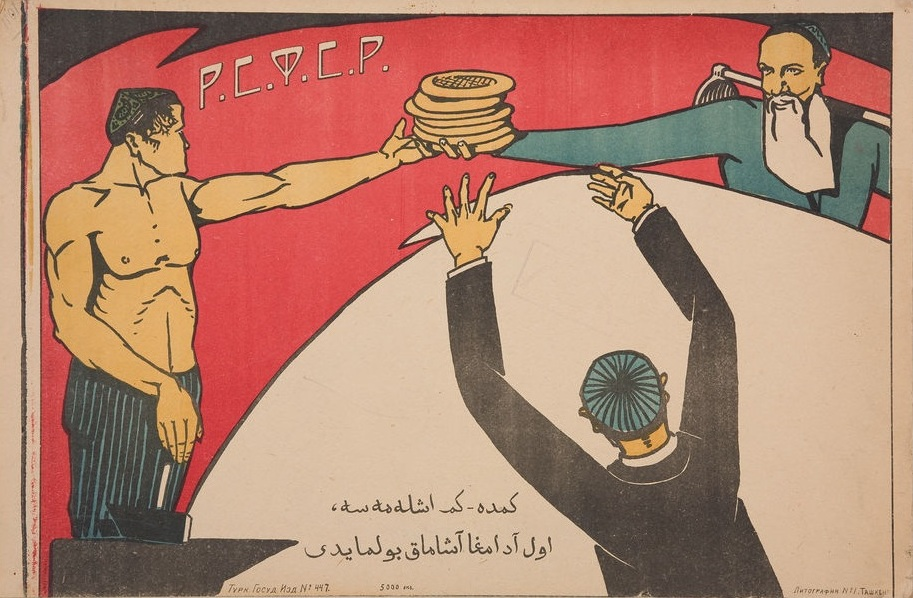
"Quem não trabalha, não come", pôster soviético publicado no Uzbequistão, 1920

A ética do trabalho é a crença de que o trabalho e a diligência têm um benefício moral e uma capacidade, virtude ou valor inerente para fortalecer o caráter e as habilidades individuais. É um conjunto de valores centrados na importância do trabalho, manifestados na determinação ou desejo de trabalhar muito. O enraizamento social desse valor é considerado como uma forma de aprimorar o caráter por meio do trabalho árduo na área de especialização do indivíduo.

## Fatores de uma boa ética de trabalho
Os proponentes de uma forte ética de trabalho consideram-na vital para atingir objetivos, pois dá força à sua orientação e a mentalidade certa.  Uma ética de trabalho é um conjunto de princípios morais que uma pessoa usa em seu trabalho. Pessoas que possuem uma forte ética de trabalho incorporam certos princípios que orientam seu comportamento no trabalho; desenvolver e processar uma forte ética de trabalho resultará inevitavelmente na produção consistente de trabalho de alta qualidade. O resultado os motiva a permanecer no caminho certo. Uma boa ética de trabalho alimenta as necessidades e metas de um indivíduo, e está relacionada à iniciativa de uma pessoa para atingir os objetivos. É considerada uma fonte de auto respeito, satisfação e realização. 
Os fatores são: 
1. Ações orientadas para objetivos: não se trata de fazer planos ou os próximos passos lógicos; trata-se de fazer as coisas para que o trabalho investido não seja contraproducente.
2. Foco priorizado: foco em atividades qualitativas pelas quais uma pessoa é responsável e em áreas onde elas podem fazer a diferença ou um alto impacto com base nos objetivos.
3. Estar disponível e ser dedicado: dedicar tempo ao trabalho e se preparar para a tarefa.
4. Consciência: desejo de fazer bem uma tarefa, sendo vigilante e organizado.
5. Criando uma rotina / sistema gratificante: Engajar-se em tarefas que fornecem força e energia que podem ser transferidas para seus objetivos finais, criando um hábito e um habitat para o sucesso.
6. Abraçando o positivismo: dê forma a um problema com a declaração "bom, (ação) (problema)", por exemplo "Estou cansado e é hora de fazer exercício" leva a "Ótimo. Treinarei cansado ".

A ética do trabalho também foi medida como uma variável multidimensional composta por sete fatores, incluindo autossuficiência, comportamento ético, valorização do tempo de lazer, trabalho árduo, valorização / centralidade do trabalho, uso produtivo do tempo e demora na gratificação.
Uma ética de trabalho negativa é um comportamento de um único indivíduo ou grupo que levou a uma falta sistemática de produtividade, confiabilidade, responsabilidade e uma esfera crescente de relacionamentos não profissionais / saudáveis (por exemplo, política de poder, falta de habilidades sociais, etc. ) 

### Premissas
As suposições sobre a boa ética de trabalho, extraídas dos escritos filosóficos de Goldman, são: 
1. O caminho para o que você deseja é agir.
2. O sucesso dos planos de ação depende de quão congruente é a visão de mundo de uma pessoa com a da sociedade.
3. Muitos problemas enfrentados são apenas um colapso temporário da autogestão.
4. Definir limites de tempo para atingir metas ajuda a superar o desconforto que o tempo pode ter sobre as necessidades subjetivas.
5. Uma experiência positiva de resolução de problemas ou realização de metas melhora a capacidade de lidar com a próxima dificuldade.
6. Dificuldades na vida são uma normalidade, tornam-se um problema quando são as mesmas indefinidamente.
7. Uma pessoa é o que ela faz e os sentimentos fluem do comportamento.
8. Os sentimentos podem ser vistos como crenças sobre os desejos de alguém.
9. O quanto você trabalhará determinará o quão longe você irá.

Na década de 1970, uma boa ética de trabalho era considerada um estilo de vida para atender às necessidades não atendidas ou não satisfeitas das pessoas.

## Visão capitalista
Os puritanos que se estabeleceram na Nova Inglaterra por volta dos séculos XVII e XVIII acreditavam que trabalhar duro para atender o chamado divino era um sinal de que seriam salvos. Eles foram seguidos por calvinistas que acreditavam na predestinação e tinham fé que foram escolhidos ou receberam o chamado de Deus para cumprir seu dever no mundo. Para ambos, o acúmulo de riqueza era um indicador de que trabalharam em sua capacidade máxima em resposta ao chamado e garantia de ganhar a salvação. Essas ideologias são os fundamentos da ética de trabalho protestante.
Max Weber cita os escritos éticos de Benjamin Franklin :
Lembre-se de que tempo é dinheiro . Aquele que pode ganhar dez xelins por dia com seu trabalho, e vai para o exterior, ou fica ocioso metade desse dia, embora gaste apenas seis pence durante sua diversão ou ócio, não deve contar com essa única despesa; ele realmente gastou, ou melhor, jogou fora, mais cinco xelins.

 Lembre-se de que o dinheiro é a natureza prolífica e geradora . O dinheiro pode gerar dinheiro e seus descendentes podem gerar mais, e assim por diante. Cinco xelins trocados são seis, trocados de novo custam sete e três pence, e assim por diante, até chegar a cem libras. Quanto mais há, mais ele produz a cada volta, de modo que os lucros aumentam cada vez mais rápido. Aquele que mata uma porca reprodutora, destrói todos os seus descendentes até a milésima geração. Aquele que mata uma coroa destrói tudo o que ela poderia ter produzido, até dezenas de libras.
Weber observa que esta não é uma filosofia de mera ganância, mas uma declaração carregada de linguagem moral. Na verdade, é uma resposta ética ao desejo natural de recompensa hedônica, uma declaração do valor da gratificação adiada para alcançar a autorrealização. Franklin afirma que as leituras da Bíblia revelaram a ele a utilidade da virtude. Na verdade, isso reflete a busca cristã da época pela ética para viver e a luta para ganhar a vida.
Steven Malanga refere-se a "o que antes era entendido como ética de trabalho - não apenas trabalho árduo, mas também um conjunto de virtudes associadas, cujo papel crucial no desenvolvimento e sustentação de livres-mercados muito poucos agora se lembram".
Estudos experimentais têm mostrado que pessoas com ética de trabalho justa são capazes de tolerar empregos tediosos com recompensas e benefícios monetários equitativos, são extremamente críticas e têm uma tendência ao trabalho compulsivo e uma relação negativa com os conceitos de atividade de lazer. Elas valorizaram a meritocracia e o igualitarismo.
Na década de 1940, a ética do trabalho era considerada muito importante e os ideais não-conformistas eram tratados de forma autocrática. A supressão do humor no local de trabalho foi uma delas. Consta que, na empresa Ford, um trabalhador chamado John Gallo foi despedido por ter sido "apanhado a sorrir".

## Visão anticapitalista
Grupos e comunidades da contracultura desafiaram esses valores nas últimas décadas.

O filósofo de esquerda francês André Gorz (1923–2007) escreveu:
“A ética do trabalho tornou-se obsoleta. Não é mais verdade que produzir mais significa trabalhar mais, ou que produzir mais levará a um modo de vida melhor. A conexão entre mais e melhor foi rompida; Nossas necessidades de muitos produtos e serviços já estão mais do que adequadamente atendidas, e muitas de nossas necessidades ainda não satisfeitas serão atendidas não produzindo mais, mas produzindo de forma diferente, produzindo outras coisas, ou mesmo produzindo menos. Isso é especialmente verdadeiro no que diz respeito às nossas necessidades de ar, água, espaço, silêncio, beleza, tempo e contato humano.

 Também não é mais verdade que quanto mais cada indivíduo trabalhar, melhor será para todos. Em uma sociedade pós-industrial, nem todo mundo tem que trabalhar duro para sobreviver, embora possa ser forçado de qualquer maneira devido ao sistema econômico. A crise atual estimulou mudanças tecnológicas em escala e velocidade sem precedentes: ' a revolução do micro-chip '. O objetivo e, na verdade, o efeito dessa revolução tem sido reduzir cada vez mais a mão de obra empregada nos setores industrial, administrativo e de serviços. O aumento da produção é garantido nesses setores pela diminuição da quantidade de trabalho necessário. Como resultado, o processo social de produção não precisa mais que todos trabalhem em tempo integral. A ética do trabalho deixa de ser viável em tal situação e a sociedade baseada no trabalho entra em crise. "
Os anticapitalistas acreditam que o conceito de "trabalho duro" é entendido pelos capitalistas para iludir a classe trabalhadora a se tornar serva fiel da elite, e que trabalhar duro, por si só, não é automaticamente uma coisa honrada, mas apenas um meio para criar mais riqueza para as pessoas no topo da pirâmide econômica . Na União Soviética, o regime retratou a ética do trabalho como um ideal a ser perseguido.
A recessão é um fator contribuinte que impede a ética do trabalho, porque a geração que herda o declínio econômico vive em uma economia que não está preparada para recebê-lo. Sem trabalho para fazer, a ética que está ligada a ele deixa de gerar valor distintivo. A ética de trabalho negativa e as estruturas de poder que não valorizam ou dão crédito ao trabalho realizado ou atribuem de forma antiética o trabalho realizado como um serviço ou com ideais morais mais elevados dissolveram a ética apresentada na sociedade e voltaram o foco para regalias egocêntricas e individualismo. Além disso, a urbanização e a ênfase em negócios de grande escala levaram à eliminação de caminhos para o aprendizado de conceitos vitais sobre o trabalho. A geração do milênio em uma pesquisa identificou o que os tornava únicos eram tendências consumistas, como uso de tecnologia, música / cultura pop, crenças liberais / tolerantes, roupas e outras características individuais como inteligência mais do que trabalho. Eles não foram capazes de distinguir o conceito nos entendimentos tradicionais de Ética de trabalho.